# Löftadalens folkhögskola
Löftadalens folkhögskola är en folkhögskola belägen i Åsa, Kungsbacka kommun i Hallands län. Skolan ligger naturskönt med utsikt över Kattegatt och drivs sedan 2003 av Region Halland. Verksamheten erbjuder både allmän kurs på grundskole- och gymnasienivå samt särskilda kurser inom bland annat konst, musik och socialt arbete. Skolan har även internatboende för studerande.

## Historia
Skolbyggnaden var från början ett badhotell för medborgare med gott ställt. Byggnaden stod färdig 1934 och ritades av Nernst Hansen. Hotellet gick under åren under flera namn, såsom Restauranten, Badrestauranten och senast Åsa havsbad.
I mitten av 1940-talet såldes hotellet på exekutiv auktion till Gällivare kommun som använde det som barnkoloni och senare även semesterhem för behövande husmödrar. År 1954 bildades stiftelsen Malmfältens folkhögskola och skolans verksamhet förlades till det gamla badhotellet.  
Ansvaret för folkhögskolan övertogs 1957 av Kiruna kommun som 1960 flyttade folkhögskoleverksamheten till Kiruna. Landstinget Halland övertog då folkhögskolan och gav den namnet Löftadalens folkhögskola (eftersom namnet Åsa folkhögskola redan var upptaget av en skola i Södermanland). Barnkoloniverksamheten sommartid fortsatte dock fram till 1970-talet. 
Sedan 2003 är det Region Halland som driver skolan.

### Föreståndare och rektorer
- 1960–1968 Helmer Åkesson
- 1969–1970 Hilding Romelöf (vikarierande)
- 1970–2000 Sören Magnusson
- 2000–2011 Johnny Rydgren
- 2011–2020 Michael Deubler
- 2021– Nanna Nilsson

## Utbildningsutbud

### Allmän kurs
Skolan erbjuder allmän kurs på grundskole- och gymnasienivå. Här läser man kärnämnen på olika nivåer och med varierad studietakt. Genom allmän kurs kan många ta sig vidare till högre utbildningar, till exempel universitet eller högskola. 
På Löftadalens folkhögskola kan man välja en särskild inriktning även på den allmänna kursen, utöver kärnämnena, såsom musik, färg och form, dans eller praktisk verkstad.

### Särskilda kurser
Löftadalens folkhögskola erbjuder ett brett utbud av särskilda kurser med fokus på estetiska och yrkesförberedande utbildningar. Kurserna är förberedande inför vidare studier eller yrkesliv. Skolan har bland annat utbildningar inom bild och konst, keramik, textilt återbruk, musikal, musikproduktion samt singer-songwriter. Det finns även yrkesinriktad utbildning till stödassistent och barnskötare samt en kurs med inriktning på hållbar omställning.

### Uppdragsutbildningar
Genom bland annat Arbetsförmedlingen och Folkbildningsrådet genomförs uppdragsutbildningar såsom Etableringskurs och Studiemotiverande kurs.

## Verksamhet

### Internat
Skolan tar emot omkring 200 deltagare, varav hälften kan bo på skolans internat.  

### Hbtqi-diplomering
Löftadalens folkhögskola är sedan 2023 en hbtqi-diplomerad verksamhet. Detta innebär att skolans personal genomgått utbildning i hbtqi-kompetens och att skolan aktivt arbetar för en inkluderande och trygg miljö för studerande.